# Nyyrikki
Nyyrikki (Aussprache: ˈnyːrikːi) ist im finnischen Epos Kalevala ein freundlicher Dämon der Jagd, Sohn des Walddämons Tapio und der Mielikki sowie Bruder von Tellervo. 
Als Lemminkäinen von Louhi den Auftrag erhält, den Elch von Hiisi zu erlegen, bittet Lemminkäinen Nyyrikki, Markierungen zu setzen, um ihm so den Weg zu zeigen. Lemminkäinen beschreibt Nyyrikki in seiner wörtlichen Rede als einen Mann mit roter Kappe.
Nyyrikki wird auch mit der Figur des König Nimrod, dem sagenhaften Enkel des Noah aus dem Alten Testament assoziiert, dem im Gegensatz zu Nyyrikki jedoch oft negative Eigenschaften zugeschrieben werden. Auch in der ungarischen Mythologie existiert ein vergleichbarer Jagddämon Ménrót.

## Sonstiges
Nyyrikki ist auch ein finnischer männlicher (selten auch weiblicher) Vorname und eine professionelle Mannschaft für elektronischen Sport mit einer internationalen Plattform für Spielergebnisse.